# Yazid ben al-Muhallab
Yazid ben al-Muhallab ou Yézid Ibn Mahleb (672 - 720) est un gouverneur de province pendant le califat omeyyade, fils du général Al-Muhallab ibn Abi Suffrah.

## Biographie
Nommé en 702 gouverneur du Khorassan, il se fait un nom par ses exploits, mais excite la jalousie du général Al-Hajjaj ben Yusef, qui le fait disgracier par le calife Al-Walid. Sulayman ayant succédé à Walid son frère, Yazid obtient le gouvernement de l'Irak, puis celui du Khorassan, et justifie ces faveurs par de nouveaux exploits. Inquiété de nouveau sous les règnes de Omar II et Yézid II, il finit par se déclarer indépendant à Bassora en [720]. Il est battu le 25 août 720 entre Wasit et Kufa par Maslama ben Abd al-Malik qui le remplace comme gouverneur en Irak et au Khorassan. Yazid est décapité à l'issue du combat. Sa famille est déclarée hors-la-loi : les hommes sont tués, les femmes et les enfants réduits en esclavage

## Sources
- (en) Yazid ibn al-Muhallab
- Marie-Nicolas Bouillet  et Alexis Chassang (dir.), « Yézid Ibn Mahleb » dans Dictionnaire universel d’histoire et de géographie, 1878 (lire sur Wikisource)